# Vervain
«Vervain» — п'ятий студійний альбом норвезької співачки Лів Крістін. Реліз відбувся 4 листопада 2014 року.

## Список пісень
Автор слів Лів Крістін, автор музики Торстен Бауер, Александр Крул. 
| #   | Назва                                       | Тривалість |
| --- | ------------------------------------------- | ---------- |
| 1.  | «My Wilderness»                             | 03:31      |
| 2.  | «Love Decay (разом з Michelle Darkness)»    | 04:42      |
| 3.  | «Vervain»                                   | 05:00      |
| 4.  | «Stronghold of Angels (разом з Doro Pesch)» | 04:10      |
| 5.  | «Hunters»                                   | 03:32      |
| 6.  | «Lotus»                                     | 03:46      |
| 7.  | «Elucidation»                               | 03:45      |
| 8.  | «Two and a Heart»                           | 05:09      |
| 9.  | «Creeper»                                   | 03:49      |
| 10. | «Oblivious»                                 | 04:52      |

Обмежене видання
| #   | Назва                  | Тривалість |
| --- | ---------------------- | ---------- |
| 11. | «Unbreakable»          | 04:21      |
| 12. | «Love Decay»           | 04:59      |
| 13. | «Stronghold of Angels» | 04:42      |

## Персонал
- Лів Крістін — вокали
- Торстен Бауер — гітари, акустичні гітари, мандолін, ситар
- Александр Крул — клавіші, програмування
- Фелікс Борн — барабани
- Алехандро Панто — піаніно

### Додаткові учасники
- Michelle Darkness — додатковий вокал у пісні "Love Decay"
- Doro Pesch — додатковий вокал у пісні "Stronghold Of Angels"